# Karl Anton Eckert
Kalr Anton Florian Eckert (Potsdam, 7 de dezembro de 1820 — Berlim, 14 de outubro de 1879) foi um compositor e maestro alemão.
Foi órfão muito cedo e desde pequeno já demonstrou sua aptidão para a música. Estudou piano, violino e trompete com Christoph Friedrich Föstler, teve aulas também com Karl Wilhelm Greulich, F. Bötticher e Hubert Ries e composição com Carl Friedrich Zelter e Carl Friedrich Rungnhagen.
Em 1830, Eckert ingressou como compositor de óperas, criando a ópera Das Fischermädchen e no outono de 1832 estrou em um concerto de piano, solo. Em 1833 estreou seu oratório Ruth. Em 1834 fez sua estréia como regente e dois anos mais tarde como violinista.
Mais tarde ele foi nomeado regente do Königliche Hofoper, cargo que ocupou até a primavera de 1848. Entre 1854 e 1857 foi diretor musical da Filarmônica de Viena e entre 1858-1860 foi Diretor Técnico do Wiener Hofoper. Atuou também como membro da Academia Prussiana de Artes, em Berlim em 1875.
Karl Anton Eckert morreu aos 58 anos em Berlim.

## Obras
- Das Fischermädchen (Ópera)
- Das Käthchen von Nürnberg (Ópera)
- Der Laborant von Riesengebirge (Ópera)
- Scharlatan (Ópera)
- Wilhelm von Oranien (Ópera)
- Ruth (Oratório)
- Sechs Lieder für eine Singstimme mit Begleitung des Pianoforte (Piano)